# 多家良町
多家良町（たからちょう）は、徳島県徳島市の町名。2012年11月現在の徳島市の調査による人口は1,251人、世帯数は448世帯。郵便番号は〒771-4264。

## 地理
徳島市の南部に位置し、多家良地区に属している。北は渋野町・丈六町、西は八多町、東は飯谷町・小松島市田浦町、南は勝浦郡勝浦町と接する。勝浦川・八多川に沿って開かれた農村地帯である。南北にある山の斜面ではミカンが栽培され、平地部では米作、イチゴなどのハウス栽培が行われている。平地部の東は勝浦川を挟み小松島市と接し、潜水橋の野上橋で結ばれる。
寺社には山方比古神社、如意輪寺、大匠寺などがある。中でも如意輪寺は有名で、国重文の木造如意輪観音坐像を所蔵。多家良町・八多町と勝浦郡勝浦町との境を頂上とする中津峰山は標高が773mで、小松島市の日峰山、阿南市の津乃峰山とともに阿波三峰のひとつである。
金谷の伝統行事であるたたら音頭が昭和58年に50余年ぶりに復活した。

### 山岳
- 中津峰山 - 阿波三峰のひとつ。
- 平石山

### 河川
- 勝浦川
- 八多川
- 金谷川

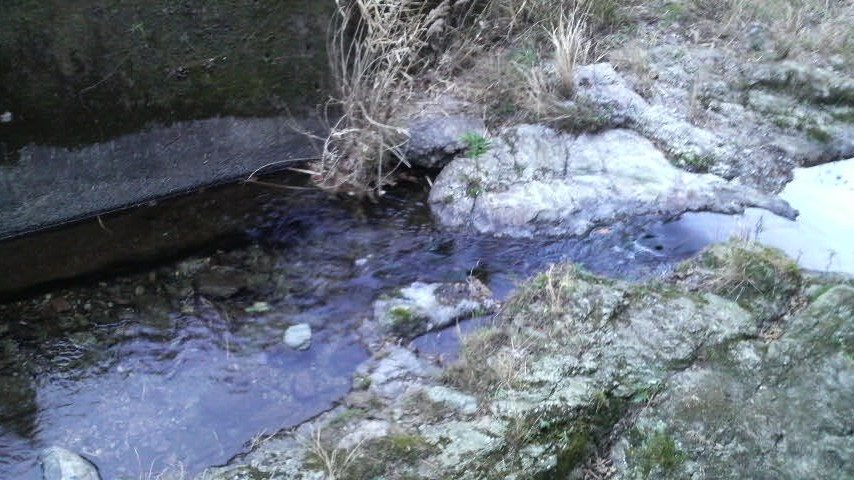
多家良町を流れる金谷川

### 小字

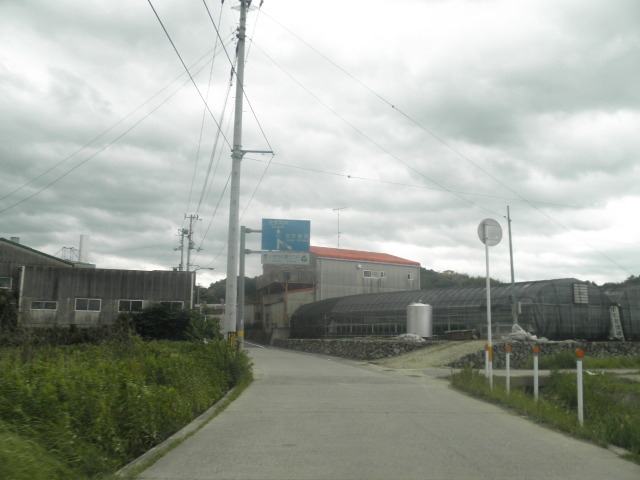
宮ノ下

- 池谷
- 臼谷
- 占台
- 金谷
- 上宝
- 川縁
- 神南
- 北内
- 北地
- 北開
- 小路地
- 下宝
- 下開
- 立石
- 立岩
- 中筋
- 中宝
- 中津
- 中津峰
- 中開
- 野上
- 原田
- 甫毛ノ脇
- 宮ノ下
- 名護
- 吉田

## 歴史
昭和27年より現在の町名となる。昭和28年に多家良中学校が勝占中学校と統合して南部中学校として勝浦町に創立した。昭和39年、中津峰山が丈六寺や八多五滝とともに東山渓県立自然公園に指定された。

## 小・中学校の学区

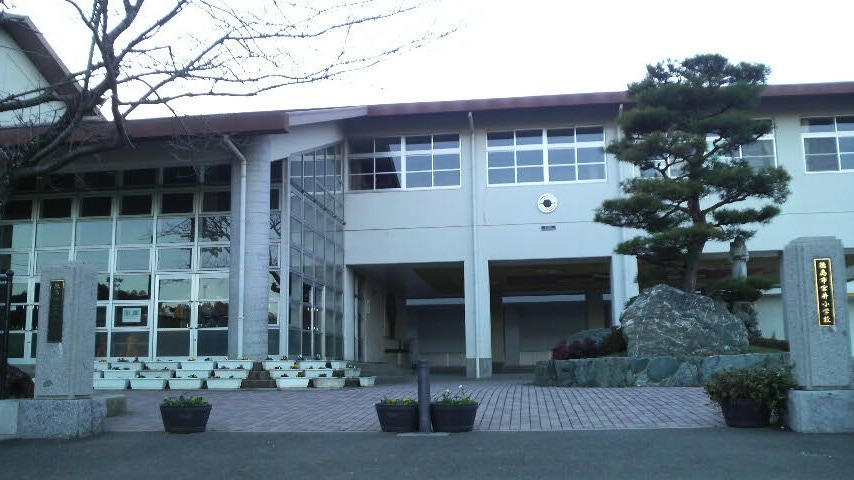
徳島市宮井小学校

市立小・中学校に通う場合、学区は以下の通りとなる。
- 徳島市宮井小学校
- 徳島市南部中学校

## 施設
- 如意輪寺 - 新四国曼荼羅霊場第81番札所。阿波秩父観音霊場第1番札所。阿波七福神霊場・大黒天。
- 天津神社 - 中津峰山山頂に鎮座する神社。
- 大匠寺 - 曹洞宗の仏教寺院。山号は廣福山。2004年に八万町から移転。蜂須賀正勝の正室、大匠院ゆかりの寺院。
- 山方比古神社

## 交通

### バス
徳島バス
- 吉田橋
- 下宮井
- 宮井東
- 多家良

### 道路
- 徳島県道33号小松島佐那河内線
- 徳島県道212号新浜勝浦線
- 婆羅尾峠 - 徳島市と勝浦郡勝浦町を結ぶ。